# Д-р Хаус (сезон 3)
Третият сезон на телевизионния сериал „Д-р Хаус“ започва излъчване в Съединените щати на 5 септември 2006 г. и завършва 29 май 2007 г. с общо 24 епизода.

## Епизоди
| Номер | Заглавие               | Първо излъчване в САЩ | Първо излъчване в България |
| --- | ---------------------- | --------------------- | -------------------------- |
| 47 (3-01) | Meaning                | 5 септември 2006 г.   | 17 септември 2007 г.       |
| След като се възстановява от огнестрелните рани, д-р Хаус работи едновременно по два случая.                                                           |                        |                       |                            |
| 48 (3-02) | Cane and Able          | 12 септември 2006 г.  | 18 септември 2007 г.       |
| Хаус и екипът му лекуват малко момче, което твърди, че извънземни са имплантирали във врата му устройство за проследяване.                             |                        |                       |                            |
| 49 (3-03) | Informed Consent       | 19 септември 2006 г.  | 19 септември 2007 г.       |
| Хаус прави поредица от тестове, за да определи причината, поради която припадна в своята лаборатория.                                                  |                        |                       |                            |
| 50 (3-04) | Lines in the Sand      | 26 септември 2006 г.  | 20 септември 2007 г.       |
| Когато лекарите не са в състояние да диагностицират защо момче аутист крещи високо без очевидни причини, Хаус поема случая.                            |                        |                       |                            |
| 51 (3-05) | Fools for Love         | 8 ноември 2006 г.     | 21 септември 2007 г.       |
| Хаус поема случая на млада жена, която е била приета в болницата с проблеми с дишането и силна болка в стомаха.                                        |                        |                       |                            |
| 52 (3-06) | "Que Será Será"        | 31 октомври 2006 г.   | 24 септември 2007 г.       |
| Екипът на Хаус среща логистични проблеми, докато се опитва да направи тестове на 273 килограмов мъж.                                                   |                        |                       |                            |
| 53 (3-07) | Son of Coma Guy        | 7 ноември 2006 г.     | 25 септември 2007 г.       |
| Хаус решава да събуди един пациент от кома, за да може да зададе въпроси, свързани с историята на семейството му.                                      |                        |                       |                            |
| 54 (3-08) | Whac-A-Mole            | 14 ноември 2006 г.    | 26 септември 2007 г.       |
| Един 18-годишен тийнейджър е заведен в болница, след като е получил инфаркт.                                                                           |                        |                       |                            |
| 55 (3-09) | Finding Judas          | 28 ноември 2006 г.    | 27 септември 2007 г.       |
| Хаус поема случая на едно малко момиче, което е с диагноза остър панкреатит.                                                                           |                        |                       |                            |
| 56 (3-10) | Merry Little Christmas | 12 декември 2007 г.   | 28 септември 2007 г.       |
| Уилсън предлага на Хаус да сключи сделка с Тритър, но той категорично отказва.                                                                         |                        |                       |                            |
| 57 (3-11) | Words and Deeds        | 9 януари 2007 г.      | 1 октомври 2007 г.         |
| Хаус и екипът му се заемат да лекуват пожарникар, който не може да спре да трепери.                                                                    |                        |                       |                            |
| 58 (3-12) | One Day, One Room      | 30 януари 2007 г.     | 2 октомври 2007 г.         |
| Хаус е принуден от Къди да работи на пълен работен ден в клиниката.                                                                                    |                        |                       |                            |
| 59 (3-13) | Needle in a Haystack   | 6 февруари 2007 г.    | 3 октомври 2007 г.         |
| Хаус и неговият екип трябва да лекуват тийнейджър, който е приет с необясним респираторен дистрес.                                                     |                        |                       |                            |
| 60 (3-14) | Insensitive            | 13 февруари 2007 г.   | 4 октомври 2007 г.         |
| Денят на Свети Валентин е, а Къди има среща с непознат.                                                                                                |                        |                       |                            |
| 61 (3-15) | Half-Wit               | 6 март 2007 г.        | 5 октомври 2007 г.         |
| Хаус се сблъсква с музикален феномен, който има мозъчно увреждане, докато екипът му е изправен пред сериозни опасения за собственото здраве на Хаус.   |                        |                       |                            |
| 62 (3-16) | Top Secret             | 27 март 2007 г.       | 8 октомври 2007 г.         |
| Къди поверява нов случай на Хаус. Пациентът е неин познат – морски пехотинец, завърнал се от мисия. Хаус веднага прехвърля случая на екипа си.         |                        |                       |                            |
| 63 (3-17) | Fetal Position         | 3 април 2007 г.       | 9 октомври 2007 г.         |
| Бременна известна фотографка е новият пациент на Хаус и екипът му. Екипът трябва да предприеме действия, преди да е станало твърде късно.              |                        |                       |                            |
| 64 (3-18) | Airborne               | 10 април 2007 г.      | 10 октомври 2007 г.        |
| Къди и Хаус се връщат със самолет от симпозиум. На същия полет сред пътниците се разпространява заразна болест и животът на всички е в опасност.       |                        |                       |                            |
| 65 (3-19) | Act Your Age           | 17 април 2007 г.      | 11 октомври 2007 г.        |
| Новият случай на Хаус е малко момиче със заболявания, които не са характерни за нейната възраст.                                                       |                        |                       |                            |
| 66 (3-20) | House Training         | 24 април 2007 г.      | 12 октомври 2007 г.        |
| Форман диагностицира млада жена, която го кара да преосмисли своя живот, докато Хаус се опитва да разследва любовния живот на Уилсън.                  |                        |                       |                            |
| 67 (3-21) | Family                 | 1 май 2007 г.         | 15 октомври 2007 г.        |
| Екипът трябва да вземе мерки, за да излекува младо момче, което да стане донор на костен мозък и да спаси по-големият си брат.                         |                        |                       |                            |
| 68 (3-22) | Resignation            | 8 май 2007 г.         | 16 октомври 2007 г.        |
| Форман си подава оставката, докато екипът се занимава с млада колежанка, която по необясними причини повръща кръв.                                     |                        |                       |                            |
| 69 (3-23) | The Jerk               | 15 май 2007 г.        | 17 октомври 2007 г.        |
| Поредният случай на екипа е тийнейджър – шахматен гений, който страда от загадъчна болест и има изключително арогантно отношение към всички.           |                        |                       |                            |
| 70 (3-24) | Human Error            | 29 май 2007 г.        | 18 октомври 2007 г.        |
| Двойка – мъж и жена се опитват да преплуват океана на сал, за да потърсят помощ от Хаус, който според тях може да постави точна на диагноза на жената. |                        |                       |                            |